# 조지아 메이 푸트
조지 메이 푸트(Georgia May Foote, 1991년 2월 11일 ~ )는 잉글랜드의 배우, 모델이다.